# Vattetot-sous-Beaumont
Vattetot-sous-Beaumont – miejscowość i gmina we Francji, w regionie Normandia, w departamencie Sekwana Nadmorska.
Według danych na rok 1990 gminę zamieszkiwały 484 osoby, a gęstość zaludnienia wynosiła 70 osób/km² (wśród 1421 gmin Górnej Normandii Vattetot-sous-Beaumont plasuje się na 462. miejscu pod względem liczby ludności, natomiast pod względem powierzchni na miejscu 540.).